# Phyllanthus spinosus
Phyllanthus spinosus är en emblikaväxtart som beskrevs av Emilio Chiovenda. Phyllanthus spinosus ingår i släktet Phyllanthus och familjen emblikaväxter.
Artens utbredningsområde är Somalia. Inga underarter finns listade i Catalogue of Life.